# Ali rózsáskertje
Az Ali rózsáskertje 1913-ban készült magyar némafilm, melyet Gárdonyi Géza azonos című novellájából Damó Oszkár írt és rendezett. A film a rövid életű egri némafilmgyártás terméke, Damó saját filmvállalata, a Damográf készítette a francia Eclairrel közösen, a Hungária Filmkölcsönző forgalmazta és 1913 októberében mutatták be. Elkészültekor a leghosszabb magyar némafilm volt, 1450 méterrel. Nem maradt fenn az utókor számára.

## Cselekmény
Ali, a szőnyegkereskedő egy nap az üzletében találkozik az öreg varga, Kunduradsi gyönyörű magyar feleségével, aki megrészegíti. Amikor az utcán újra találkoznak, fehér rózsát ajándékoz neki és megígéri, hogy ültet neki egy rózsakertet. Egy hónappal később együtt utaznak Magyarországra, ahol Ali több száz fajta rózsából ültet kertet a kedvesének. A nő azonban hamarosan megunja a csendes, kertészkedő törököt és egy orvossal megcsalja. Ali boldogtalanul bolyong a rózsái között. Egyik alkalommal náluk vacsorázik az ominózus orvos és Ali, amikor elfordul, a tükörben megpillantja, hogy mérget akarnak csempészni a poharába. Mérgében egy késsel támad az orvosra, majd tönkreteszi a rózsakertet is.

## Szereplők
- Doktor János: Ali Mehemed, szőnyegkereskedő
- Rátkai Sándor: Kunduradsi, a varga
- Retteghy Margit: a varga felesége
- Vidor József: orvos
- Hamvainé: Gamba, török szolgálóleány
- Niczkyné Ilona
- Császár János
- Fenyő Sándor
- Bátori Béla
- Nyulassy Lajos
- Hamvai

## Forgatási körülményei
Az Egerben mozit bérbe vevő Damó rávette Gárdonyi Gézát, hogy megfilmesíthesse néhány novelláját. A filmfelvevőt a francia Eclair cég biztosította, az operatőr Adler Miksa (más forrásokban Ádler néven) volt, a forgalmazó Klein Sándor Hungária Filmkölcsönző vállalata lett. Az eredeti forgatási helyszínek Eger és Andornak (Mocsáry-kastély) voltak. A díszletterveket a főszereplő, Doktor János készítette. A stúdiófelvételek Rónai Hajnal fényképész műtermében készültek el. A színészek az akkor éppen Egerben vendégeskedő miskolci színház tagjaiból kerültek ki. A forgatást követő budapesti kidolgozásakor kiderült, hogy 300 méternyi film használhatatlanul sötét, ezért 1914 tavaszán, Miskolcon újraforgatták ezeket a jeleneteket. A filmért külföldi filmkölcsönzők is tettek ajánlatot, Egerben pedig belharc dúlt a mozik között a vetítési jogért, melyet végül az Uránia szerzett meg.
Retteghy Margit színésznő így emlékezett vissza a forgatásra:
„ ... Egerben csodaszép őszi napokon, szabadban felállított színpadokon a legnagyobb lelkesedéssel játszottuk végig a Gárdonyi-novella mozidarabját. Megloptuk napi pihenőnket és étkezési időnket: délelőtt próbáltunk a színházban, este játszottunk, s napkelte és naplemente mégis ott talált a mozigép előtt, mosolyogva, frissen ... minden fáradtság dacára is. ... kedves időnk volt ez a mozijátszás. Esténként fáradtan hajtottuk álomra fejünket és aludtunk, mint gyermek, míg megszólalt az autó tülkölése, és mi robogtunk a szeptemberi reggeleken Pályára (helyesen Andornakra, S. I.) ... Ali rózsáskertje felé...”